# Col·leccionisme de plaques de cava
El col·leccionisme de plaques de cava és una afició que va començar al voltant de la dècada del 1980, amb nombroses trobades setmanals, festives, d'intercanvi i diferents catàlegs i publicacions. Joan Albó va crear el Museu de Plaques de Cava i Champagne a la localitat de Sant Feliu de Guíxols, el qual va comptar amb una col·lecció de més de 55.000 plaques, el museu va tancar l'any 2016.

## Història

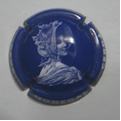
Placa de cava Monegal Cerdà

Les plaques i els morrions van ser inventats per Adolphe Jacquesson, un fabricant de xampany de Châlons-en-Champagne que va registrar-ne la patent l'11 de novembre de 1844. Amb anterioritat, els taps es fixaven a l'ampolla mitjançant un cordill. Sembla que la primera motivació de Jacquesson a l'hora d'inventar la placa i el morrió va ser l'econòmica. En aquella època, la porositat dels taps permetia que sovint s'escapés una part del líquid i del gas. El xampany s'oxidava i perdia les seves qualitats. A més, la humitat de les caves podria els cordills que subjectaven els taps i aquests saltaven expulsats per la pressió del gas, la qual cosa passava també pels canvis de temperatura i les manipulacions de què eren objecte les ampolles. Jacquesson va tenir l'enginyosa idea de subjectar els taps mitjançant una placa de metall i un morrió, fixant així el tap a l'ampolla per mitjà de filferros que substituïen els cordills, i que no es podrien.
A Catalunya, les plaques més antigues són de començaments de segle xx. Són totes "entallades", és a dir, que presenten unes entalles de dimensions considerables per subjectar el morrió. Posteriorment, a finals dels anys seixanta, aquestes entalles redueixen les seves dimensions i donen origen a un tipus de plaques que alguns anomenen "retallades", per diferenciar-les de les anteriors.
També podem trobar plaques amb trepats laterals. Aquests trepats servien igualment per subjectar els morrions, i són l'últim pas abans d'arribar a les plaques actuals, en què la mossa té les dimensions justes per subjectar el morrió.

## Vocabulari emprat
- El clau o "botó": algunes plaques entallades presenten una perforació central que permet la fixació d'un petit "clauet", anomenat també per alguns "botó" o "xinxeta", que sol ser daurat i portar una lletra gravada a la cabota.[3]
- Les plaques estampades: en aquest període que assenyalem, totes les plaques eren o bé llises i anònimes o bé estampades. El nom del fabricant i sovint també alguna marca o petit segell eren estampats a la placa mitjançant un encuny en el mateix moment de fabricar-les. Cada encuny era fruit del treball artesanal d'un gravador, i, lògicament, per molt que s'hi esforcés, no hi havia dos encunys iguals. A cops, la diferència és subtil: una lletra lleugerament més petita o més junta. D'altres, resulta del tot evident: el nom junt o el nom separat; el tipus de lletra, etc. En l'actualitat es fabriquen poques plaques de cava per aquest procediment.

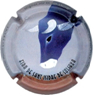
Placa de cava estampada

- Plaques gravades: hi ha un reduït nombre de plaques embotides que ho són de fora endins; són les anomenades "plaques gravades" que, amb algunes excepcions, solen ser de color coure. N'hi ha catalogades només deu, entre les quals algunes de molt rares i altres de tan interessants com la d'Albet i Noia o la d'Huguet.
- Primeres plaques litografiades: el procés de la litografia aplicat a la personalització de les plaques es va començar a utilitzar a França a principis de segle. La placa de xampany litografiada més antiga és la del "vintage" 1906 de Pol Roger. Sembla que les primeres plaques litografiades de Catalunya les va fabricar la firma Bargalló de Sant Sadurní d'Anòia, en una data imprecisa que oscil·la entre el 1969 i el 1970 quan, per encàrrec de Castellblanch, s'edità la placa núm. 0316 de Brut Zero, en beix daurat, negre i blanc. La placa es distingeix d'altres de posteriors del mateix fabricant, perquè els entalls es troben en una posició irregular, sense conformar una creu o una aspa.